# Cephalochetus
Genre
Synonymes
- Calliderma Motschulsky, 1858

Cephalochetus est un genre de coléoptères de la famille des Staphylinidae, de la sous-famille des Paederinae, de la tribu des Lathrobiini et de la sous-tribu des Echiasterina. Ces espèces se rencontrent dans l'Est de l'Asie.

## Liste d'espèces
- Cephalochetus basilewskyi
- Cephalochetus comoranus Lecoq 1996
- Cephalochetus congoensis Bernhauer 1929
- Cephalochetus curtipennis
- Cephalochetus elegans[2]
- Cephalochetus formosae
- Cephalochetus fusciceps (Cameron, 1931)
- Cephalochetus indicus (Kraatz, 1859)
- Cephalochetus kilimanjarensis Kilimanjaro
- Cephalochetus leleupi
- Cephalochetus methneri Bernhauer 1937
- Cephalochetus myrmecocephalus (Lea, 1904)
- Cephalochetus rufus (Cameron, 1918)

## Publication originale
- (la + de) G. Kraatz, « Die Staphylinen-Fauna von Ostindien, insbesondere der Insel Ceylan », Archiv für Naturgeschichte, Berlin, Nicolaische Verlags-Buchhandlung, vol. 25, no 1,‎ 1859, p. 1-193 (ISSN 0365-6136, OCLC 1481989, lire en ligne).